# Companhia Siderúrgica Nacional
Companhia Siderúrgica Nacional (CSN) ist ein börsennotiertes brasilianisches Montanunternehmen mit Firmensitz in Rio de Janeiro. Das Unternehmen ist Teil des Aktienindex IBOVESPA.
Das Hauptwerk von CSN ist in der Stadt Volta Redonda im Bundesstaat Rio de Janeiro. Geschäftsführer ist Benjamin Steinbruch.

## Geschichte

Bau von Companhia Siderúrgica Nacional (CSN) Jahr 1941.

Einweihung durch Präsident Eurico Gaspar Dutra von Companhia Siderúrgica Nacional (CSN) Jahr 1946.

CSN wurde am 9. April 1941 als staatseigenes Unternehmen durch die brasilianische Regierung unter dem Präsidenten Getúlio Vargas gegründet. Die Firmengründung erfolgte infolge einer Vereinbarung zwischen der US-amerikanischen und brasilianischen Regierung vor dem Hintergrund des Zweiten Weltkrieges. Seit 1946 war das Unternehmen unter der Präsidentschaft von Eurico Gaspar Dutra dem Ziel der Entwicklung der brasilianischen Wirtschaft untergeordnet.
1993 wurde CSN im Rahmen des National Program for Privatisation durch die Regierung von Itamar Franco privatisiert.
Die Hauptwerke sind in Volta Redonda, in der Vale do Paraibo Region (im Süden des Bundesstaates Rio de Janeiro). Die Eisenerzminen von CSN befinden sich in den Städten Congonhas und Arcos, beide im Bundesstaat Minas Gerais. Die Kohlebergwerke sind in Siderópolis, im Bundesstaat Santa Catarina.

## Produktion
CSN produziert verschiedene Sorten von Stahl und verkauft diesen weltweit in 71 andere Länder (Stand: 2005).

## Firmenbeteiligungen
Zu CSN gehören Unternehmen wie:
- GalvaSud
- Inal
- CISA
- TECON Sepetiba
- TECAR
- Transnordestina Logística

Des Weiteren kontrolliert CSN das Logistikunternehmen MRS Logística, FCN, im Eisenbahnsektor. CSN besitzt die Wasserkraftwerke von Igarapava und Itá sowie weitere Fabriken in den Vereinigten Staaten (Übernahme des Unternehmens Hearland Steel) und Portugal.
2006 hat CSN ein Übernahmegebot für das Montanunternehmen Corus abgegeben. Übernommen wurde das Unternehmen jedoch vom indischen Konkurrenten Tata Steel.
Seit Februar 2012 gehört das Stahlwerk Thüringen in Unterwellenborn zur CSN-Gruppe.